# Gare de Longages - Noé
La gare de Longages - Noé est une gare ferroviaire française de la ligne de Toulouse à Bayonne, située sur le territoire de la commune de Longages, à proximité de Noé, dans le département de la Haute-Garonne, en région Occitanie.
Elle est mise en service en 1862 par la Compagnie des chemins de fer du Midi et du Canal latéral à la Garonne.
C'est une halte voyageurs de la Société nationale des chemins de fer français (SNCF) desservie par des trains régionaux TER Occitanie.

## Situation ferroviaire
Établie à 196 mètres d'altitude, la gare de Longages - Noé est située au point kilométrique (PK) 34,176 de la ligne de Toulouse à Bayonne, entre les gares du Fauga et de Carbonne.
La gare dépend de la région ferroviaire de Toulouse. Elle est équipée de deux quais : le quai 1 dispose d'une longueur utile de 250 m pour la voie 1, le quai 2 d'une longueur utile de 250 m pour la voie 2.

## Histoire
La station de Longages est mise en service par la Compagnie des chemins de fer du Midi et du Canal latéral à la Garonne, lorsqu'elle ouvre la section de Portet-Saint-Simon à Montréjeau le 9 juin 1862, qui permet la circulation des trains depuis Toulouse.
En 2006, en raison de l'étroitesse du quai central et de l'absence d'un passage souterrain ou d'une passerelle, deux personnes ont été tuées par un train lors du passage de ce dernier en gare.
Depuis début 2023, une passerelle permet l'accès aux quais en remplacement du passage planchéié qui permettait la traversée des voies, et le quai central a été remplacé par deux quais extérieurs.

## Fréquentation
En 2014, selon les estimations de la SNCF, la fréquentation annuelle de la gare était de 104 933 voyageurs.
De 2015 à 2023, selon les estimations de la SNCF, la fréquentation annuelle de la gare s'élève aux nombres indiqués dans le tableau ci-dessous :
| Année                      | 2015    | 2016    | 2017    | 2018    | 2019    | 2020   | 2021    | 2022    | 2023    |
| -------------------------- | ------- | ------- | ------- | ------- | ------- | ------ | ------- | ------- | ------- |
| Voyageurs seuls            | 103 280 | 99 801  | 105 821 | 85 589  | 102 160 | 77 042 | 100 384 | 126 046 | 150 525 |
| Voyageurs et non voyageurs | 129 100 | 124 752 | 132 277 | 106 986 | 127 700 | 96 302 | 125 480 | 157 558 | 150 525 |

## Service des voyageurs

### Accueil
Halte SNCF, c'est un point d'arrêt non géré (PANG) à entrée libre.
Une passerelle permet l'accès aux quais.
Horaire des trains pour la gare du Fauga en 2022 .

### Desserte
Longages - Noé est desservie par des trains TER Occitanie qui effectuent des missions entre les gares de Toulouse-Matabiau et de Boussens, Montréjeau ou Pau (ligne Toulouse - Tarbes - Lourdes - Pau), à raison de neuf allers-retours par jour en semaine, cadencés à la demi-heure aux heures de pointe. Le temps de trajet est d'environ 30 minutes depuis Toulouse-Matabiau et de 2 heures 20 minutes depuis Pau.

### Intermodalité
Un parc pour les vélos et un parking pour les véhicules sont aménagés.
La gare est desservie par des bus des lignes régulières de transport SNCF vers Saint-Sulpice-sur-Lèze.